# Eladio Vera
Eladio Vera (* 6. Mai 1948 in Villarrica) ist ein ehemaliger paraguayischer Fußballspieler auf der Position eines Stürmers.

## Leben
Eladio Vera Arias begann seine aktive Laufbahn 1967 beim Club Cerro Porteño.
Nach einem Jahr wechselte er zum Club River Plate de Paraguay, für den er in 16 Einsätzen acht Tore erzielte. 1969 absolvierte er ein Probetraining bei Real Madrid.
Nach dem nicht zustande gekommenen Deal mit den „Königlichen“ kehrte Vera nach Paraguay zurück und spielte anschließend für den Club Guaraní. 1971 folgte er dem Ruf des CD Cruz Azul und spielte fortan in der mexikanischen Primera División. Gleich zu Beginn seiner Zeit bei den Cementeros gewann er mit Cruz Azul dreimal hintereinander den Meistertitel.
1977 wechselte er zum Ligakonkurrenten Tecos UAG, bei dem er seine aktive Laufbahn ausklingen ließ.
Zwischen 1969 und 1977 kam Eladio Vera in neun Länderspielen für Paraguay zum Einsatz.

## Erfolge
- Mexikanischer Meister: 1971/72, 1972/73 und 1973/74